# Volvo Snabbe
De Volvo Snabbe en Trygge, respectievelijk de L420- en de L430-serie (later F82 en F83) is een serie lichte vrachtauto's, geproduceerd door de Zweedse automaker Volvo tussen 1956 en 1975.

## Volvo L420 Snabbe
Volvo onthulde zijn eerste frontstuur bestelwagen L420 Snabbe aan het eind van 1956. De auto had een totaal laadvermogen van ongeveer 3 ton. De B36-motor is een V8 benzinemotor, ontwikkeld door Volvo voor het prototype Volvo Philip in de vroege jaren 50. De V8-motor gaf de lichte vrachtwagen een indrukwekkende acceleratie, maar ook een hoog brandstofverbruik. Daarom werd vanaf 1964 de in de Trygge geïntroduceerde dieselmotor leverbaar.

## Volvo L430 Trygge
Begin 1957 introduceerde Volvo de grotere L430 Trygge. Met een sterker chassis en wielophanging heeft deze wagen een laadvermogen van ongeveer 5 ton. Vanaf 1963 was een dieselmotor leverbaar. Deze motor werd geleverd door Ford.

## Volvo F82/ F83
In 1965 introduceerde Volvo zijn "System 8" en werden alle modellen hernoemd. De Snabbe werd hernoemd tot F82 en de Trygge tot F83. De productie van de B36-motor stopte in 1966, waarmee het de laatste Volvo vrachtauto was met benzinemotor. In 1967 werd de Ford-diesel vervangen door een diesel van Perkins. In 1972 is de serie gemoderniseerd: de motor werd naar achteren verplaatst om meer ruimte te krijgen in de cabine, ze kreeg een nieuwe plastic grille en de modellen kregen de toevoeging S op de modelnaam.

## Motoren
| Model      | Jaren       | Motor           | Cilinderinhoud | Vermogen | Brandstofsysteem           |
| ---------- | ----------- | --------------- | -------------- | -------- | -------------------------- |
| L420 - 430 | 1956 - 1966 | B36: 8-cilinder | 3559 cm³       | 120 pk   | Enkele carburateur benzine |
| L425 - 435 | 1963 - 1966 | D36: 4-cilinder | 3610 cm³       | 65 pk    | Dieselmotor                |
| F82 - 83   | 1967 - 1975 | D39: 4-cilinder | 3869 cm³       | 80 pk    | Dieselmotor                |